# 三木キヨ子
三木 キヨ子（みき キヨこ、1919年4月8日 - 2018年10月26日）は、日本の政治家。衆議院議員（1期）。死去時の姓は佐藤。

## 来歴
大阪府大阪市出身。1936年大阪市立堀江高等家政女学校卒。卒業後は劇団員となった後、喫茶店やアパートを経営し、戦時中に商工省の官僚と結婚したが間もなく離婚した。
1946年の第22回衆議院議員総選挙（大阪府第1区）に大阪民本党から立候補して最下位（7位）で当選、26歳の最年少議員となった。当選直後「大阪府立女専中退」という経歴が詐称であることが発覚し、三木はその事実を認め、裁判では禁錮2ヶ月の判決を受け控訴したが、5ヶ月後に免訴となった。
翌1947年の第23回衆議院議員総選挙に日本自由党公認で、1949年の第24回衆議院議員総選挙に民主自由党公認で大阪2区から立候補したがいずれも落選した。わずか1年間の議員時代に様々な業界から接待を受け、毎日のように料亭に招かれ、「食べるものに困る時代だったのに、おかしい」と違和感を感じたという。
落選後は朝日新聞の記者と再婚して宝塚市に居住し、日照権や建築公害に関する住民運動やホームレス支援に力を入れている。また、西宮を明るくする会の代表を務めた。同記事の掲載以降、2017年までに園田天光光・三笠宮崇仁親王が没したため、この時点で10年以内に所在が確認されている最後の存命帝国議会議員経験者であった。
2018年10月26日、老衰のため死去。99歳没。

## 著書
- 『太陽はみんなのものだ―建築公害に挑戦し、本音で生きた91歳の人生』（ウインかもがわ、2010年）
- 『日本初の女性国会議員 きよ子・95歳の人生奮闘記 生きた 愛した 闘った』（宝塚出版、2014年）